# Operacja Plumbbob

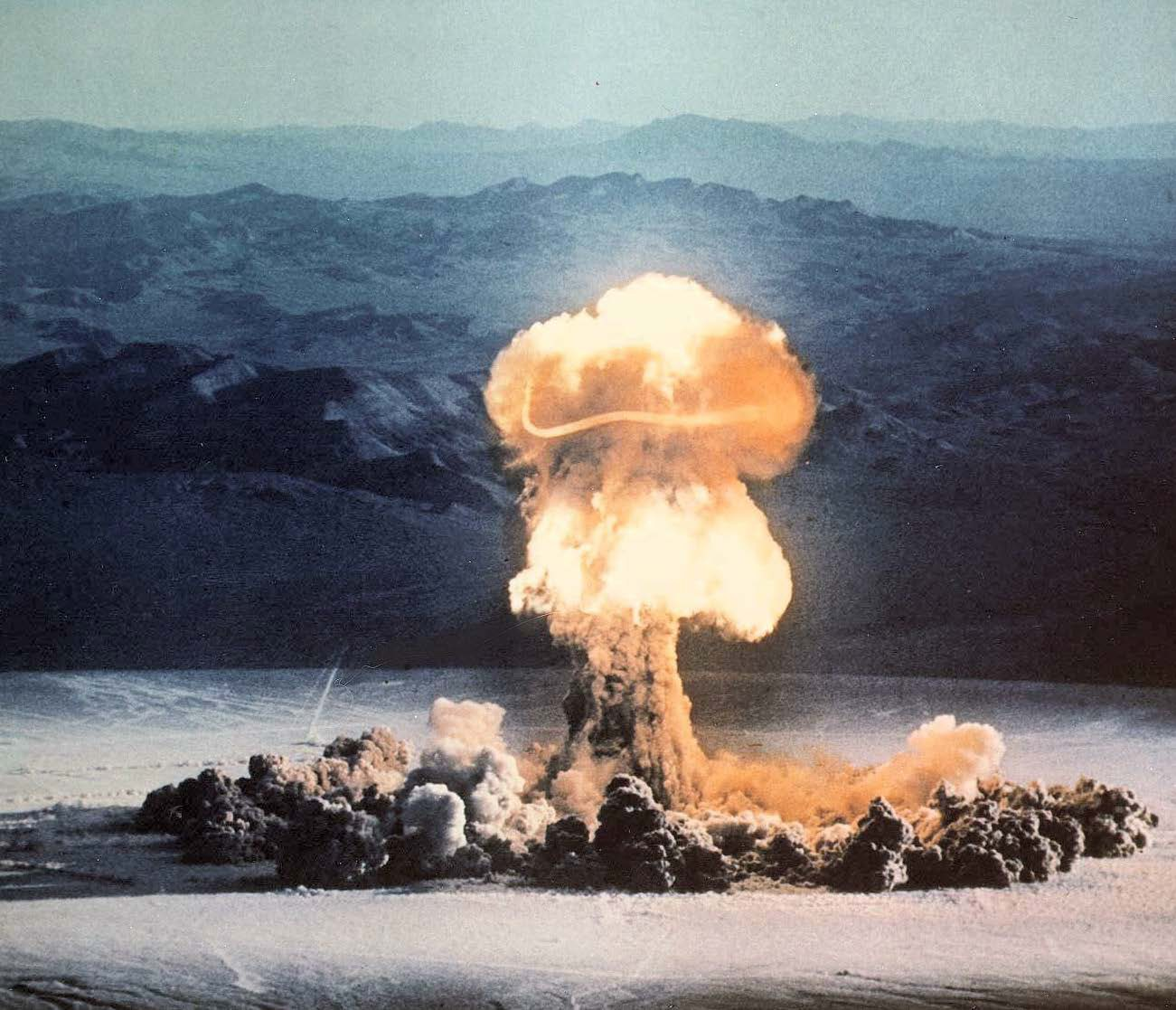
Bomba atomowa Priscilla

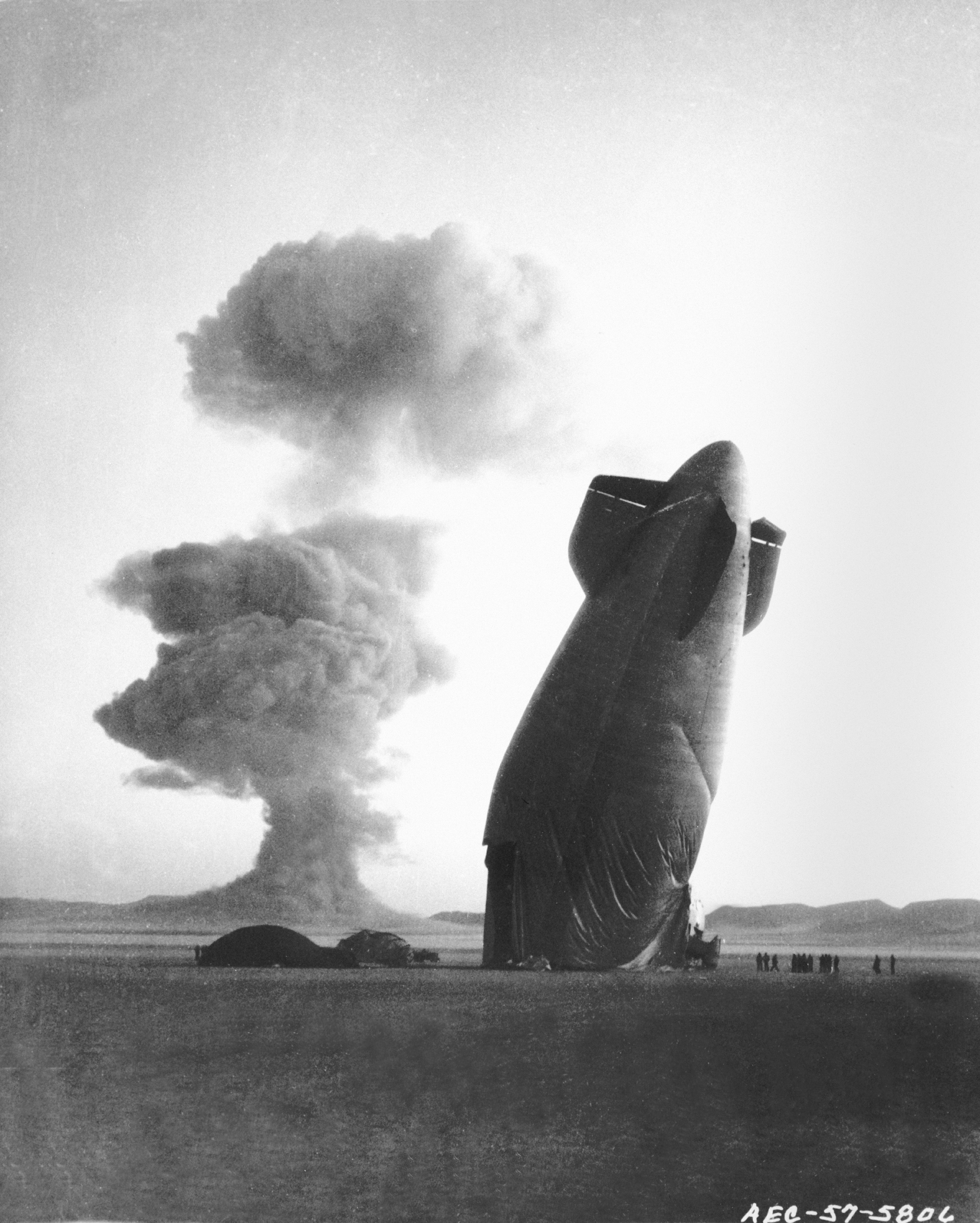
Test Plumbbob z widocznym sterowcem wykorzystywanym do testowania fali uderzeniowej

Operation Plumbbob – seria testów z użyciem broni nuklearnej przeprowadzonych przez Stany Zjednoczone pomiędzy 28 maja a 7 października 1957 roku na Poligonie Nevada To była największa, najdłuższa i najbardziej kontrowersyjna seria testów w kontynentalnej części Stanów Zjednoczonych.

## Historia
Poprzednie próby były przeprowadzane na atolu Bikini w lecie 1946 roku. Celem było przetestowanie oddziaływania broni nuklearnej na statki i okręty. Na serię złożyły się dwie eksplozje bomb, każda o sile 23 kiloton. Pierwsza Able została zdetonowana na wysokości około 150 m nad powierzchnią laguny 1 lipca, druga Baker została zdetonowana 27 m pod powierzchnią wody 25 lipca 1946 roku. Trzeci planowany test, Charlie, został odwołany. Eksplozje projektu Crossroads dowiodły, że okręty wraz z ich wyposażeniem, z wyjątkiem znajdujących się bliżej niż 1 km, są w stanie przetrwać eksplozję broni jądrowej.

## Projekt
Operacja składała się z 29 eksplozji. W projekt było zaangażowanych 21 laboratoriów i agencje rządowe. Testy Plumbbob przyczyniły się do rozwoju pocisków balistycznych i międzykontynentalnych. Obejmowały one 43 wojskowe testy na strukturach cywilnych i wojskowych, Operacja Plumbbob była największym projektem związanym z bronią jądrową w Stanach Zjednoczonych
Prawie 1200 świń zostało poddanych eksperymentom podczas operacji Plumbbob. 719 świń zostało przetransportowanych na poligon Frenchman Flat. Miały one uczestniczyć w teście bomby atomowej Priscilla o sile wybuchu 37 kt. Niektóre świnie zostały umieszczone w podwyższonych klatkach i zaopatrzone w ubrania wykonane z różnych materiałów, aby sprawdzić, które materiały dają najlepszą ochronę przed impulsem elektromagnetycznym. Jak pokazano w filmie dokumentalnym  Dark Circle, świnie przeżyły, ale z powodu poparzeń trzeciego stopnia 80% ich ciał było przypieczone. Pozostałe świnie zostały umieszczone w kojcach ze szkła do testowania skutków po odrzucie szczątków z bomby atomowej.
Około 18 000 członków z oddziałów Air Force, United States Army, Navy i Marines uczestniczyło w ćwiczeniach Desert Rock VII i Desert Rock VIII podczas operacji Plumbbob.
Wybuch Rainier, przeprowadzony 19 września 1957, był pierwszym w pełni podziemnym testem jądrowym, co oznacza, że żadne produkty rozszczepienia nie są odprowadzane do atmosfery. Ten test o sile wybuchu 1,7 kt został wykryty na całym świecie przez sejsmologów za pomocą zwykłych instrumentów sejsmicznych. Test Rainier został prototypem dla większych i bardziej wydajnych podziemnych testów.

## Efekty radiologiczne
Podczas operacji Plumbbob aktywność promieniotwórcza wyniosła 58 300 kCi (2,16 EBq) w postaci radioizotopu jodu-131 uwolnionego do atmosfery. Spowodowało to całkowite promieniowanie na poziomie 120 milionów radów z narażeniem tkanki tarczycy (około 32% wszystkich eksplozji z kontynentalnych prób jądrowych).
Statystycznie rzecz biorąc, to poziom promieniowania spowodował od 11 000 do 212 000 raków tarczycy, co spowodowało od około 1000 do około 20 000 zgonów. Ponad trzy tysiące żołnierzy było stosunkowo wysoko napromieniowanych.

## Ciekawostka
Podczas testu jądrowego Pascal-B ciężka pancerna pokrywa ze stali o masie 900 kg została wystrzelona z prędkością ponad 66 km/s. Przed testem jego projektant, dr Brownlee, przeprowadził bardzo przybliżone obliczenia, które wskazywały, że wybuch jądrowy, w połączeniu ze specyficzną konstrukcją szybu, przyspieszy pokrywę do prędkości do sześciu razy wyższej od prędkości ucieczki. Pokrywy nigdy nie odnaleziono, ale dr Brownlee uważa, że nie opuściła ona atmosfery i prawdopodobnie została zniszczona przez ciepło powstałe na skutek tarcia o powietrze wywołanego jej dużą prędkością. Oszacowana wstępnie przed testem prędkość była na tyle interesująca, że na pokrywę skierowano szybką kamerę, lecz niestety pojawiła się ona tylko na jednej klatce, co wystarczyło jednak do obliczenia jej prędkości. Po zakończeniu testu dr Robert R. Brownlee zareagował słowami "going like a bat!" ("leci cholernie szybko!") na najdokładniejsze oszacowanie prędkości pokrywy na podstawie materiału fotograficznego. Idea wykorzystania podziemnego szybu w połączeniu z ładunkiem jądrowym do napędzania obiektów do prędkości ucieczki od tamtej pory nazywana jest „studnią gromu” ("thunder well").

## Kalendarium
| Nazwa testu    | Data                | Siła wybuchu |
| -------------- | ------------------- | ------------ |
| Boltzmann      | 28 maja 1957        | 12 kt        |
| Franklin       | 2 czerwca 1957      | 140 t        |
| Lassen         | 5 czerwca 1957      | 5 kt         |
| Wilson         | 18 czerwca 1957     | 10 kt        |
| Priscilla      | 24 czerwca 1957     | 37 kt        |
| Coulomb-A      | 1 lipca 1957        | 23 kt        |
| Hood           | 5 lipca 1957        | 74 kt        |
| Diablo         | 15 lipca 1957       | 17 kt        |
| John           | 19 lipca 1957       | 2 kt         |
| Kepler         | 24 lipca 1957       | 10 kt        |
| Owens          | 25 lipca 1957       | 9 kt         |
| Pascal-A       | 26 lipca 1957       | 5 kt         |
| Stokes         | 7 sierpnia 1957     | 19 kt        |
| Saturn         | 10 sierpnia 1957    | 15 kt        |
| Shasta         | 18 sierpnia 1957    | 17 kt        |
| Doppler        | 23 sierpnia 1957    | 11 kt        |
| Pascal-B       | 27 sierpnia 1957    | 30 kt        |
| Franklin Prime | 30 sierpnia 1957    | 47 kt        |
| Smoky          | 31 sierpnia 1957    | 44 kt        |
| Galileo        | 2 września 1957     | 11 kt        |
| Wheeler        | 6 września 1957     | 197 t        |
| Coulomb-B      | 6 września 1957     | 300 t        |
| Laplace        | 8 września 1957     | 1 kt         |
| Fizeau         | 14 września 1957    | 11 kt        |
| Newton         | 16 września 1957    | 12 kt        |
| Rainier        | 19 września 1957    | 1,7 kt       |
| Whitney        | 23 września 1957    | 19 kt        |
| Charleston     | 28 września 1957    | 12 kt        |
| Morgan         | 7 października 1957 | 8 kt         |